# Lewis Teague
Lewis Teague (n. 8 martie 1938, New York City, New York, SUA) este un regizor de filme, printre ale cărui lucrări se pot enumera Alligator, Cat's Eye, Cujo, The Dukes of Hazzard: Reunion!, Navy SEALs sau The Triangle.

## Filmografie
| An   | Titlu                          | Note                          |
| ---- | ------------------------------ | ----------------------------- |
| 1974 | Dirty O'Neil                   |                               |
| 1979 | The Lady in Red                |                               |
| 1980 | Aligatorul                     |                               |
| 1982 | Fighting Back                  | altă denumire Death Vengeance |
| 1983 | Cujo                           |                               |
| 1985 | Cat's Eye                      |                               |
| 1985 | The Jewel of the Nile          |                               |
| 1989 | Collision Course               |                               |
| 1990 | Navy SEALs                     |                               |
| 1991 | Wedlock                        |                               |
| 1997 | The Dukes of Hazzard: Reunion! |                               |